# L'Histoire d'une fée, c'est…
Singles de Mylène Farmer
Dessine-moi un mouton (Live)
(2000) Les mots
(2001)
L'Histoire d'une fée, c'est... est une chanson de Mylène Farmer, sortie en single le 27 février 2001 en tant qu'extrait de la bande originale du dessin animé Les Razmoket à Paris, le film.
Écrit par Mylène Farmer et composé par Laurent Boutonnat, ce titre pop fait référence à l'univers des fées, et notamment à Mélusine ; on peut aussi lire le titre sous la forme « L'Histoire d'une fessée ».
Bien que la chanson ne bénéficie pas de clip et qu'elle ne fasse l'objet d'aucune promotion, elle reste classée durant 15 semaines au Top Singles, atteignant la 9e place.

## Contexte et écriture
La participation de Mylène Farmer à la bande originale du dessin animé Les Razmoket à Paris, le film est née d'une rencontre entre la chanteuse et le producteur George Acogny. Chargé de la musique du film, ce dernier était à la recherche d'artistes français pour participer à la bande originale de ce film dont l'histoire est basée sur Paris. 

Souhaitant utiliser une chanson de Mylène Farmer, celle-ci lui propose alors d'écrire un titre spécialement pour l'occasion. C'est la première fois que la chanteuse participe à une bande originale de film.

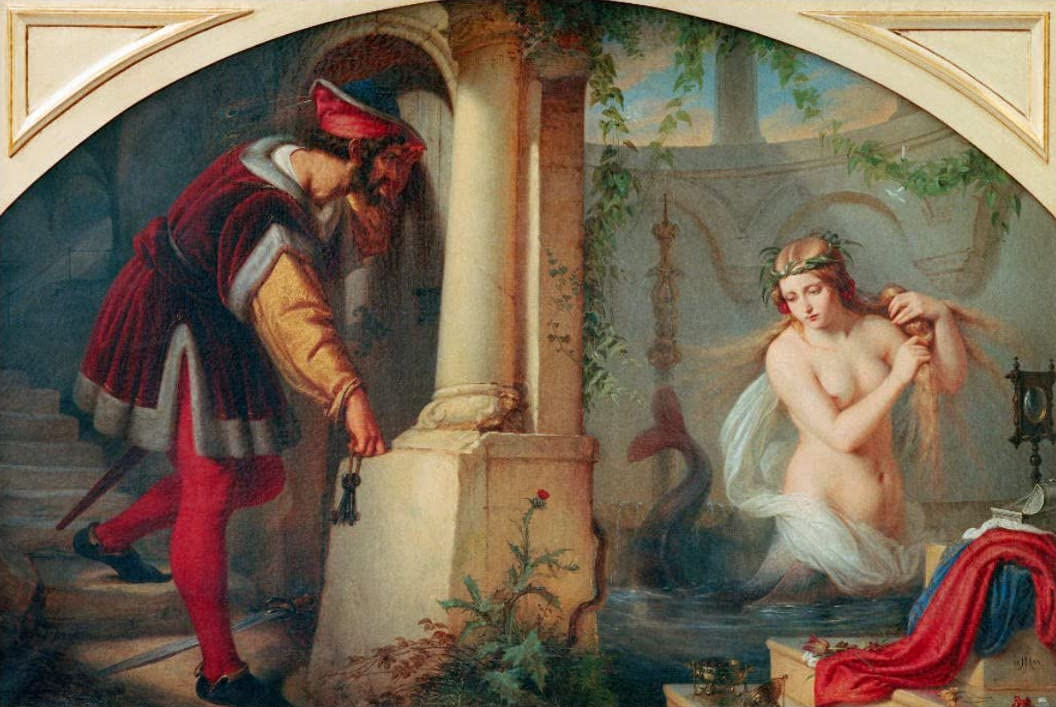
Le texte évoque notamment la fée Mélusine.

Sur une musique pop de Laurent Boutonnat, elle écrit un texte qui fait référence à l'univers des fées, et notamment à Mélusine, un personnage légendaire issu de contes médiévaux.
Produit par Maverick Records (la société de production de Madonna), l'album de la bande originale du film paraît le 7 novembre 2000 aux États-Unis, où il sera certifié disque d'or pour plus de 500 000 exemplaires vendus. Contenant des chansons de Cyndi Lauper, Geri Halliwell, Isaac Hayes ou encore Sinéad O'Connor, il est principalement porté par le titre Who Let the Dogs Out? de Baha Men, qui remportera un Grammy Award.
Mylène Farmer assiste à l'avant-première du film le 5 novembre 2000 sur Hollywood Boulevard.

En France, le film et la bande originale sortent au mois de février 2001.

## Sortie et accueil critique
Le single sort le 27 février 2001, avec pour pochette un dessin de Tom Madrid représentant la chanteuse en fée, de dos, avec des ailes dans le dos.

Aucun remix ne sera effectué pour ce titre, qui ne bénéficiera pas non plus de clip.

### Critiques
- « Un jeu de mots coquin et des plus farmériens pour un véritable bijou de pop électronique. Un tube en puissance ! » (NRJ Live)[4]
- « Le refrain de la chanson, qui est l'un des plus beaux textes de Mylène, marquera certainement les foules comme Moi... Lolita en son temps : une rythmique eurodance, un texte mêlant jeux de mots et idées simples... » (Star Club)[5]
- « Le titre ne sacrifie en rien aux ambiances "farmériennes" : mélancolie, jeux sur les mots et efficacité rythmique. »[6]

## Vidéo-clip
Aucun clip n'a été tourné pour ce titre.

## Promotion
Mylène Farmer n'effectue aucune promotion pour la sortie de ce single.

## Classements hebdomadaires
Dès sa sortie, et bien qu'il ne bénéficie d'aucune promotion ni même de clip, le titre atteint la 9e place du Top Singles, dans lequel il reste classé durant 15 semaines (dont 9 semaines dans le Top 50).
| Classement (2001)  | Meilleure position |
| ------------------ | ------------------ |
| Belgique- Wallonie | 10                 |
| France (Ventes)    | 9                  |
| France (Radios)    | 38                 |
| Europe             | 40                 |

## Liste des supports
| 1. | L'Histoire d'une fée, c'est...                | 4:44 |
| 2. | L'Histoire d'une fée, c'est... (instrumental) | 5:00 |

## Crédits
- Paroles : Mylène Farmer
- Musique et production : Laurent Boutonnat
- Mixage : Bertrand Chatenet
- Éditeur : Requiem Publishing[12]

## Interprétations en concert
La chanson n'a jamais été interprétée en concert.

## Albums incluant le titre

### Albums de Mylène Farmer
| Année | Album    | Version        | Durée | Certifications de l'album  |
| 2001  | Les mots | Version Single | 5:00  | Diamant · 2 × Platine · Or |

### Compilations multi-artistes
| Année | Compilation                        | Version       | Durée | Certifications de l'album |
| 2000  | B.O. Les Razmoket à Paris, le film | Version Album | 5:12  | Or                        |